# Prowincje Generalne
Prowincje Generalne (nid. Generaliteitslanden) – należące do Republiki Zjednoczonych Prowincji Niderlandów kraje związkowe, zarządzane bezpośrednio przez Stany Generalne i nie posiadające Stanów Prowincjonalnych ani swoich przedstawicieli w centralnych urzędach państwowych. Do Prowincji Generalnych zaliczają się: Brabancja (Staats-Brabant), Flandria Północna (Staats-Vlaanderen), Limburgia (Staats-Limburg) oraz Geldria Północna (Staats-Oppergelre).
Terytoria te zostały przyłączone do Niderlandów w trakcie wojny osiemdziesięcioletniej (Brabancja, Flandria Północna i Limburg) oraz hiszpańskiej wojny sukcesyjnej (Geldria Północna). Przyznane zostały oficjalnie Republice w pokoju westfalskim oraz traktacie utrechckim. Z uwagi na fakt, że nie podpisały one unii w Utrechcie, nie nadano praw im równorzędnych w stosunku do pozostałych prowincji, lecz oddano pod bezpośrednią opiekę Stanów Generalnych.